# Користовецька
Користовецька — річка  в Україні, у Жмеринському  районі Вінницької області. Права притока  Тараньки (басейн Дністра ).

## Опис
Довжина річки 8 км., площа басейну - 30,4 км². Формується з багатьох безіменних струмків.

## Розташування
Бере  початок на південному сході від Коростівців. Тече переважно на південний схід через Станіславчик і впадає у річку Тараньку, ліву притоку Мурафи.